# Pilaparia
Pilaparia ist ein osttimoresischer Ort im Suco Ulmera (Verwaltungsamt Bazartete, Gemeinde Liquiçá). Das Dorf liegt auf einer Meereshöhe von 597 m im Westen der Aldeia Terlau. Den Ort durchquert die Überlandstraße von Nasuto im Nordosten nach Lebuloa im Südwesten. Pilaparia liegt auf einem Bergrücken. Südlich fließt der Mata Hare, ein Nebenfluss des Rio Comoro. Nördlich entspringen kleine Zuflüsse des Mata Hare.